# Belgische Fußballnationalmannschaft (U-16-Junioren)
Die belgische U-16-Fußballnationalmannschaft ist eine Auswahlmannschaft belgischer Fußballspieler. Sie unterliegt dem Königlich Belgischen Fußballverband und repräsentiert ihn international auf U-16-Ebene, etwa in Freundschaftsspielen gegen die Auswahlmannschaften anderer nationaler Verbände. Spielberechtigt sind Spieler, die ihr 16. Lebensjahr noch nicht vollendet haben und die belgische Staatsbürgerschaft besitzen, bei Einladungsturnieren kann hiervon gegebenenfalls abgewichen werden. 

## Hintergrund und Geschichte
Derzeit werden in der U-16-Altersklasse keine offiziellen Turniere mehr seitens der FIFA sowie der UEFA organisiert. Seit einer Pilotphase 2012 werden seitens der UEFA sog. „Entwicklungsturniere“ veranstaltet, die jedoch nicht den Charakter einer europaweiten Meisterschaft haben. Vielmehr steht hier die Sichtung von Nachwuchstalenten und der Austausch mit anderen Verbänden im Vordergrund. 
Bis zur Anhebung des Altersniveaus nach 1989 um ein Jahr nahm die U-16-Nationalmannschaft an der Qualifikation für den entsprechenden FIFA-Weltmeisterschaftswettbewerb teil, seither tritt die U-17-Juniorenauswahl an. Der U-16-Auswahl blieb dabei eine Endrundenteilnahme verwehrt. Bis zur analogen Anhebung für die entsprechende Europameisterschaft im Jahr 2001 trat die U-16-Nationalelf ab 1982 in der Qualifikation an, bei sieben Endrundenteilnahmen war das dreimalige Erreichen des Viertelfinales der größte Erfolg. 

## Teilnahme an U-16-Weltmeisterschaften
(ab 1991 U-17-Weltmeisterschaft)
| 1985 | Nicht qualifiziert |
| 1987 | Nicht qualifiziert |
| 1989 | Nicht qualifiziert |

## Teilnahme an U-16-Europameisterschaften
(ab 2002 U-17-Europameisterschaft)
| 1982 | nicht qualifiziert |
| 1984 | nicht qualifiziert |
| 1985 | nicht qualifiziert |
| 1986 | nicht qualifiziert |
| 1987 | nicht qualifiziert |
| 1988 | Vorrunde           |
| 1989 | nicht qualifiziert |
| 1990 | Vorrunde           |
| 1991 | nicht qualifiziert |
| 1992 | nicht qualifiziert |
| 1993 | Viertelfinale      |
| 1994 | Vorrunde           |
| 1995 | Viertelfinale      |
| 1996 | nicht qualifiziert |
| 1997 | Viertelfinale      |
| 1998 | nicht qualifiziert |
| 1999 | nicht qualifiziert |
| 2000 | nicht qualifiziert |
| 2001 | Vorrunde           |